# Linia nuchală supremă
Linia nuchală supremă sau linia curbă occipitală supremă (Linea nuchalis suprema, Linea nuchae suprema) este o elevație liniară inconstantă aflată pe fața exocraniană a solzului osului occipital, deasupra liniei nuchale superioare, fiind paralelă cu ea. Pe porțiunea laterală a liniei nuchale supreme se inserează porțiunea occipitală a mușchiului occipitofrontal (Musculus occipitofrontalis) și pe porțiunea medială se inserează aponevroză epicraniană (Galea aponeurotica).